# 阿閉権之丞
阿閉 権之丞（あべ ごんのじょう、文政10年3月5日（1827年3月31日） - 慶応元年10月21日（1865年12月8日））は、幕末の武士。阿閉権右衛門の子。名は信足。字(あざな)は貞廉、伯知。通称は別に猪三郎。

## 経歴・人物
近江国膳所藩士。大目付役、大砲隊長、勝手方元締などを歴任。禄高150石。尊王攘夷を唱えるが、佐幕派の策謀により捕らえられ、慶応元年（1865年）10月21日に同志保田信解、増田仁右衛門、田河藤馬允、横島錠之介、高橋作弥、大羽俊蔵、高橋雄太郎、渡邊惣介、深栖俊介、森喜右衛門と共に処刑された（膳所城事件）。
明治31年（1898年）、正五位を追贈された。